# Romée Leuchter
Romée Elke Henk Leuchter (Heerlen, 12 gennaio 2001) è una calciatrice olandese, attaccante del Paris Saint-Germain e della nazionale olandese.

## Carriera

### Club
Leuchter si forma calcisticamente nel CTO Zuid, uno centri di formazione istituiti dal Ministero della salute, del benessere e dello sport per promuovere lo sport giovanile, tra cui il calcio femminile, nei Paesi Bassi.
Nell'estate 2019 ha firmato un contratto biennale con il PSV. Benché in rosa anche con la prima squadra sotto la guida tecnica di Sander Luiten, alla sua prima stagione con il club di Eindhoven viene impiegata in una sola occasione, debuttando in Eredivisie il 23 agosto 2019, alla 1ª giornata di campionato, rilevando Naomi Pattiwael al 61' nella vittoria esterna per 4-1 sull'Heerenveen. Nella stagione successiva Luiten, che aveva prolungato inizialmente il contratto per un altro anno, le concede maggior fiducia, così come Rick De Rooij che lo sostituisce dal dicembre 2020 dopo che questo aveva annunciato le proprie dimissioni per motivi personali. In questa stagione Leuchter marca 15 presenze in campionato, andando a rete per la prima volta con una doppietta siglata nella vittoria casalinga per 2-1 sull'Ajax alla 10ª giornata e siglandone altre 2 prima della conclusione del torneo, condividendo inoltre con le compagne il suo primo trofeo in carriera, la Coppa dei Paesi Bassi, ottenuta il 5 giugno 2021 davanti al pubblico dello Yanmar Stadion di Almere battendo in finale l'ADO Den Haag con il risultato di 1-0.
Il 7 giugno 2021 Leuchter passa a titolo definitivo all'Ajax, con cui stipula un contratto triennale.
Il 9 luglio 2024 viene ingaggiata a titolo definitivo dal Paris Saint-Germain, nella massima serie francese, con cui firma un contratto triennale.

### Nazionale
Leuchter inizia a essere convocata dalla Federcalcio olandese nel 2015, indossando in quell'anno la maglia della formazione under 15, con la quale debutta in amichevole con le pari età del Belgio il 29 maggio, per poi continuare negli anni seguenti tutta la trafila delle giovanili dall'under 16 in poi.
Con l'under 17, disputa inizialmente l'Europeo di Repubblica Ceca 2017, dove il tecnico Marleen Wissink la impiega in tutti i 4 incontri giocati dalla sua nazionale, dove Leuchter è fondamentale nel passaggio del turno alla fase a gironi siglando la seconda rete nella vittoria per 2-1 sull'Inghilterra, eliminata poi in semifinale dalla Spagna. Rimasta in quota anche per l'edizione successiva di Lituania 2018, scende in campo in tutti i tre incontri del gruppo della fase a gironi, ma nonostante i suoi 3 gol, migliore marcatrice olandese del torneo a pari merito di Kirsten van de Westeringh, con una vittoria, un pareggio e una sconfitta le Oranje non riescono a passare al turno successivo.
In seguito, sempre nel 2018, le arriva la prima convocazione con l'under 19, con la quale oltre a disputare un'amichevole con le pari età degli Stati Uniti, fermate sull'1-1, il tecnico federale Jessica Torny la inserisce in rosa per le qualificazioni all'Europeo di Scozia 2019, contribuendo con 7 reti all'accesso alla fase finale, marcando complessivamente 10 presenze nel torneo, siglando una rete nella vittoria per 5-0 sulla Norvegia nella fase a gironi e condividendo con le compagne il percorso delle Oranje fino alle semifinali, eliminate dalla Germania,
Dopo essere stata chiamata in under 23 nel 2021, quello stesso anno è entrata nel giro della nazionale maggiore, convocata dal commissario tecnico Mark Parsons in occasione dell'amichevole pareggiata a reti inviolate con il Giappone il 29 novembre, tuttavia per debuttare deve attendere l'anno seguente, rilevando Lineth Beerensteyn all'84' nel primo incontro dell'edizione 2022 del Tournoi de France  pareggiato 1-1 con il Brasile. Dopo aver marcato altre 2 presenze tra amichevoli e qualificazioni al Mondiale di Australia e Nuova Zelanda 2023, nel maggio 2022 Parsons le conferma la fiducia inserendola nella lista delle 23 giocatrici convocate per il campionato europeo in programma dal 6 al 31 luglio 2022 in Inghilterra

## Statistiche

### Presenze e reti nei club
Statistiche aggiornate al 20 ottobre 2024.
| Stagione        | Squadra             | Campionato      | Campionato | Campionato | Coppe nazionali | Coppe nazionali | Coppe nazionali | Coppe continentali | Coppe continentali | Coppe continentali | Altre coppe | Altre coppe | Altre coppe | Totale | Totale |
| Stagione        | Squadra             | Comp            | Pres       | Reti       | Comp            | Pres            | Reti            | Comp               | Pres               | Reti               | Comp        | Pres        | Reti        | Pres   | Reti   |
| --------------- | ------------------- | --------------- | ---------- | ---------- | --------------- | --------------- | --------------- | ------------------ | ------------------ | ------------------ | ----------- | ----------- | ----------- | ------ | ------ |
| 2019-2020       | PSV                 | E               | 1          | 0          | CO              | -               | -               | -                  | -                  | -                  | EC          | -           | -           | 1      | 0      |
| 2020-2021       | PSV                 | E               | 15         | 4          | CO              | 3               | 1               | UWCL               | 1                  | 0                  | EC          | -           | -           | 19     | 5      |
| Totale PSV      | Totale PSV          | Totale PSV      | 16         | 4          | -               | 3               | 1               | -                  | 1                  | 0                  | -           | -           | -           | 20     | 5      |
| 2021-2022       | Ajax                | E               | 24         | 25         | CO              | 4               | 3               | -                  | -                  | -                  | EC          | 3           | 3           | 31     | 31     |
| 2022-2023       | Ajax                | E               | 18         | 17         | CO              | 1               | 0               | UWCL               | 4                  | 2                  | EC+SC       | 1+1         | 1+1         | 25     | 21     |
| 2023-2024       | Ajax                | E               | 18         | 20         | CO              | 3               | 4               | UWCL               | 11                 | 9                  | EC+SC       | -+1         | -+1         | 33     | 34     |
| Totale Ajax     | Totale Ajax         | Totale Ajax     | 60         | 62         | -               | 22              | 5               | -                  | 15                 | 11                 | -           | 4+2         | 4+2         | 103    | 82     |
| 2024-2025       | Paris Saint-Germain | PL              | 5          | 3          | CF              | -               | -               | UWCL               | 2                  | 1                  | SF          | -           | -           | 7      | 4      |
| Totale carriera | Totale carriera     | Totale carriera | 81         | 69         | -               | 25              | 6               | -                  | 18                 | 12                 | -           | 4+2         | 4+2         | 130    | 91     |

## Palmarès

### Club
- Campionato olandese: 1

Ajax: 2022-2023
- Coppa dei Paesi Bassi: 2

PSV: 2020-2021
Ajax: 2021-2022